# أولاد عياد (أولاد ناصر)
أولاد عياد هو دُوَّار يقع بجماعة سيدي حجاج، إقليم سطات، جهة الدار البيضاء سطات في المملكة المغربية. ينتمي الدوّار لمشيخة أولاد ناصر التي تضم 5 دواوير. يقدر عدد سكانه بـ 831 نسمة حسب الإحصاء الرسمي للسكان والسكنى لسنة 2004.

## روابط خارجية
- البوابة الوطنية للجماعات الترابية
- المندوبية السامية للتخطيط